# Crise dos vazamentos de maio de 2016

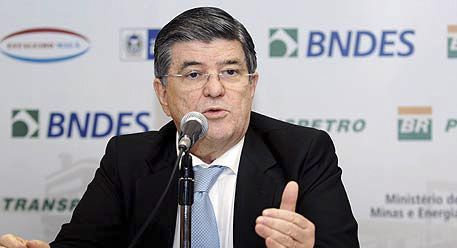
O ex-senador e ex-presidente da Transpetro, Sérgio Machado, gravou conversas comprometedoras com os líderes do PMDB.

A crise dos vazamentos de maio de 2016 consistiu em uma série de vazamentos de trechos e áudios de conversas particulares que foram divulgados pelos portais Folha de S.Paulo, UOL e TV Globo entre os dias 23 e 27 de maio de 2016. A maior parte dos documentos fazia parte da delação premiada do ex-senador Sérgio Machado (PMDB-CE), ex-presidente da Transpetro, subsidiária da Petrobras. Gravadas pelo próprio Machado de forma oculta, as conversas revelaram principalmente o medo da classe política em relação à Operação Lava Jato e as tentativas de conter o avanço das investigações através de uma mudança de governo, materializada no impeachment de Dilma Rousseff.  As gravações eram diálogos entre o ex-senador e lideranças do PMDB, como Romero Jucá (PMDB-RR), então ministro do Planejamento do governo interino de Michel Temer; Renan Calheiros (PMDB-AL), presidente do Senado; e José Sarney (PMDB-AP), ex-presidente da República.
As gravações provocaram dias de tensão no governo federal e troca de acusações no mundo político, desdobrando-se inclusive na queda de ministros. As conversas gravadas continham citações, suspeitas e acusações que atingiram figuras públicas de diversos poderes, campos e partidos políticos, tais como empresários, deputados, senadores, ex-presidentes da República. Passados apenas onze dias desde o afastamento de Dilma Rousseff, os vazamentos foram o primeiro grande escândalo político da gestão interina de Michel Temer.
Em 25 de maio de 2016, em meio aos vazamentos, o ministro Teori Zavascki, então relator da Lava Jato no STF, homologou o acordo de delação premiada de Sérgio Machado.

## Antecedentes

#### Delação de Sérgio Machado
Em novembro de 2014, depois de quase 12 anos no comando da Transpetro, subsidiária da Petrobras, Sérgio Machado pediu licença do cargo após ter o seu nome envolvido no escândalo de corrupção da petroleira, investigado pela Operação Lava Jato. A investigação chegou ao seu nome depois que o ex-diretor da Petrobras, Paulo Roberto Costa, relatou ter recebido 500 mil reais de Machado. Além de Costa, outros delatores como Alberto Youssef, Fernando Baiano, Ricardo Pessoa e Nestor Cerveró apontaram o presidente do Senado, Renan Calheiros (PMDB-AL), como destinatário de propina desviada da subsidiária. Três meses depois de sua licença, Machado pediu renúncia.
Em novembro de 2015, Sérgio Machado revelou à Polícia Federal que a sua indicação para a presidência da Transpetro havia sido patrocinada pelo PMDB. Segundo Paulo Roberto Costa, o presidente do Senado só teria mantido Machado no cargo por tanto tempo porque a subsidiária da Petrobras teria contratos com valores "canalizados" para o esquema. Segundo investigadores, Machado é uma peça importante para se avançar sobre o possível envolvimento da alta cúpula do PMDB com os desvios da petroleira. Renan Calheiros negou que tivesse relação com o esquema e sempre disse que as suas relações com dirigentes de empresas públicas "nunca ultrapassaram os limites institucionais".
Durante meses Sérgio Machado tentou obter um acordo de delação premiada com a Procuradoria-Geral da República, revelando detalhes do esquema de corrupção em troca de benefícios legais. Inicialmente, enfrentou resistência pelo pouco material oferecido. Em março de 2016, Machado gravou conversas suas com peemedebistas para conseguir o acordo de delação premiada com a Procuradoria-Geral da República, que semanas depois seriam vazadas e divulgadas pela imprensa.
Machado confessou que repassou propina para mais de vinte políticos de vários partidos por meio de doações eleitorais oficiais para os seguintes parlamentares e ex-parlamentares: Cândido Vaccarezza (PDT-SP), Jandira Feghali (PCdoB-RJ), Luis Sérgio (PT-RJ), Edson Santos (PT-RJ), Francisco Dornelles (PP-RJ), Henrique Eduardo Alves (PMDB-RN), Ideli Salvatti (PT-SC), Jorge Bittar (PT-RJ), Garibaldi Alves (PMDB-RN), Valter Alves (PMDB-RN), José Agripino Maia (DEM-RN), Felipe Maia (DEM-RN), Sergio Guerra (PSDB-PE, morto em 2014), Heráclito Fortes (PSB-PI) e Valdir Raupp (PMDB-RO).
Sérgio Machado também detalhou aos investigadores da Lava Jato que o senador Aécio Neves (PSDB-MG) recebeu 1 milhão de reais em recursos ilícitos e em dinheiro para a campanha eleitoral que o elegeu deputado federal em 1998 e para "eleger a maior bancada federal possível na Câmara", a fim de viabilizar apoio à candidatura de Neves à presidência da Câmara dos Deputados.
Também afirmou que o então vice-presidente Michel Temer lhe pediu pessoalmente em 2012, durante um encontro na base Aérea de Brasília, dinheiro ilícito para a campanha de seu aliado Gabriel Chalita à Prefeitura de São Paulo naquela eleição. Machado, então, o informou que conseguiria 1,5 milhão de reais da Queiroz Galvão. Temer, nega ter pedido dinheiro.

## Cronologia

### Primeiro vazamento (23 de maio)

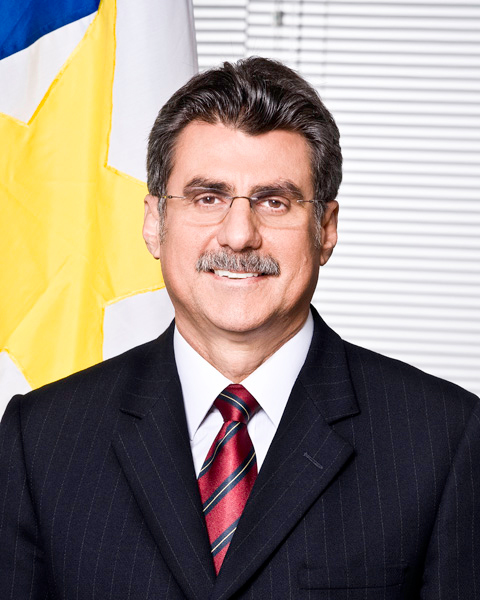
O senador Romero Jucá.

Na madrugada de 23 de maio de 2016, o jornal Folha de S.Paulo divulgou o que seriam trechos de conversas de Sérgio Machado com o senador Romero Jucá (PMDB-RR). Quando divulgados, Jucá havia, há pouco mais de 10 dias, sido empossado ministro do governo interino de Michel Temer. As conversas, que somam 1h15min, estavam em poder da Procuradoria-Geral da República e ocorreram semanas antes da votação na Câmara dos Deputados que desencadeou o processo de impeachment de Dilma Rousseff.

#### Tentativa de deter a Lava Jato
Sem saber que estava sendo gravado, o senador Romero Jucá (PMDB-RR) sugeriu que fosse realizada uma mudança de governo em um pacto para "estancar a sangria" representada pela Operação Lava Jato, que investigava ambos os interlocutores. Devido à repercussão de sua declaração, Jucá justificou que o termo "estancar a sangria" se referia, na verdade, à situação econômica brasileira. Contudo, a Folha de S.Paulo divulgou horas depois a gravação completo da conversa, desmentindo o então ministro. O primeiro diálogo começa quando Sérgio Machado lamenta o risco de as delações se tornarem mais frequentes a partir da decisão do STF de admitir prisão após condenação em segunda instância. Para ele, essa mudança de entendimento do Supremo provocaria um efeito em cascata e o aumento das delações. Na sequência, Machado pediu que fosse montada "uma estrutura" para impedir que as apurações contra ele fossem enviadas de Brasília, onde tramitam no STF, para a vara do juiz Sergio Moro, em Curitiba. Nesse contexto, de impedir que a Lava Jato conseguisse uma confissão de Sérgio Machado, é que Jucá sugeriu "estancar a sangria". Após ser desmentido, Jucá anunciou que deixaria o governo.

#### Participação do PSDB
Em outro momento da conversa, Machado e Jucá comentam que o PSDB teria se dado conta de que são os próximos alvos da Lava Jato.  Diz-se que os senadores Aloysio Nunes (PSDB-SP), José Serra (PSDB-SP), Tasso Jereissati (PSDB-CE) e Aécio Neves (PSDB-MG) estariam convencidos disso e que Aécio seria o primeiro. Em seguida, Machado admite ter contribuído junto com Jucá para a votação que levou Aécio Neves à presidência da Câmara dos Deputados em 2001, mas não informa como e em que termos essa contribuição se deu. Ao comentarem as pesquisas de intenção de voto, Machado e Jucá lamentam que Aécio Neves não tenha condição de ganhar nenhuma eleição. Em seguida, admitem terem participado de um "esquema" do tucano para a sua campanha presidencial de 2014.

#### Envolvimento do STF
Jucá diz na conversa que um eventual governo Michel Temer deveria construir um pacto nacional "com o Supremo, com tudo". Machado concorda que "aí parava tudo". "É. Delimitava onde está, pronto", respondeu Jucá, a respeito das investigações.  O senador relatou ainda que havia mantido conversas com ministros do STF, os quais não nominou.  Segundo Jucá, eles teriam relacionado a saída de Dilma ao fim das pressões da imprensa e de "outros setores" pela continuidade das investigações da Lava Jato. Jucá afirmou que há "poucos caras ali [no STF]" aos quais ele não tem acesso e um deles seria o ministro Teori Zavascki, relator da Lava Jato no tribunal, a quem classificou como "um cara fechado".

#### Processo deimpeachment
Em vários momentos da conversa, Machado e Jucá, que acabou se tornando um dos articuladores do impeachment de Dilma Rousseff, sugerem instrumentalizar o processo para atender a seus interesses.  Após Jucá sugerir um pacto para "estancar a sangria" da Lava Jato, Machado diz que "tem que ser uma coisa política e rápida". Em outro momento, Machado lamenta que não tem como "arranjar uma imunidade", que "a solução institucional demora um tempo" e que "a mais fácil era botar o Michel", referindo-se ao então vice-presidente Michel Temer.
O vazamento também revelou citações que geraram polêmica nas redes sociais, como a de que "generais e comandantes militares" estariam monitorando movimentos sociais como o MST para "garantir" a queda de Dilma Rousseff.  Em outro momento, Machado e Jucá analisam que Lula, embora não consiga mais dialogar com setores empresariais, acordou a militância do PT e que por isso "tem que ter o impeachment, não tem saída".

#### Críticas a pessoas e instituições
Machado também criticou a postura do presidente do Senado, Renan Calheiros (PMDB-AL), por odiar o então presidente da Câmara dos Deputados, Eduardo Cunha (PMDB-RJ), pois o presidente do Senado não teria compreendido que ele e Michel Temer são a sua "saída", pois Renan se tornaria o próximo alvo assim que Cunha fosse cassado. "Quanto mais sobrevida tiver o Eduardo, melhor pra ele [Renan]." "Tem que ser um boi de piranha, pegar um cara, e a gente passar e resolver, chegar do outro lado da margem", acrescentou Jucá.
Machado e Jucá também chamam o juiz Sergio Moro de "Torre de Londres", em referência ao castelo da Inglaterra em que ocorreram torturas e execuções entre os séculos XV e XVI. Há também, por parte dos interlocutores, o reconhecimento de que as delações de Marcelo Odebrecht, então preso pela Polícia Federial, seriam "seletivas". Em outro momento, Machado voltou a criticar a decisão do Supremo, de admitir prisão após condenação em segunda instância, dizendo ser uma "cagada" e um "absurdo total", pois "precipita as delações" e "não escapa pedra sobre pedra".
Em vários momentos da conversa, os interlocutores alegam serem perseguidos por Rodrigo Janot, o procurador-geral da República. Há também críticas de ambos às prisões de Marcelo Odebrecht e de Delcídio do Amaral, além de classificarem como "cagada" a condução coercitiva do ex-presidente Luiz Inácio Lula da Silva. Jucá acha que tanto a condução coercitiva quanto o pedido de prisão pelo Ministério Público de São Paulo tenham sido realizados para inviabilizar Lula de ir para algum ministério, o que, segundo ambos, foi um ato violento e burro.

### Segundo vazamento (25 de maio)

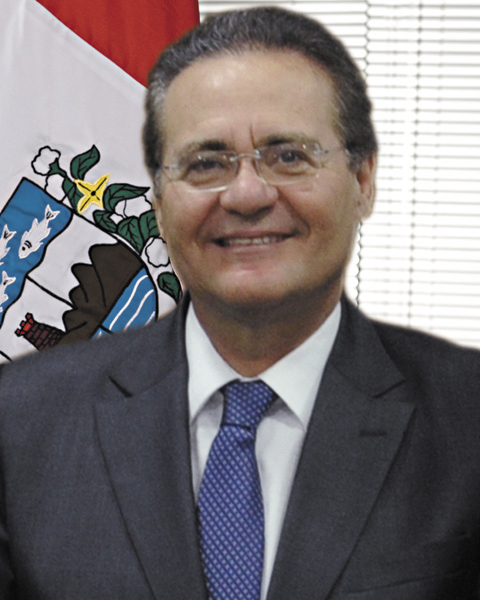
O então presidente do Senado Renan Calheiros.

Em 25 de maio de 2016, novos áudios foram divulgados pelo jornal Folha de S.Paulo dois dias após o primeiro vazamento. As conversas dessa vez eram entre Sérgio Machado e o presidente do Senado, Renan Calheiros (PMDB-AL).

#### Mudança na lei da delação premiada
Na conversa gravada, Renan defende mudança na lei para impedir que um preso se torne delator, a exemplo do que tem ocorrido na Operação Lava Jato. A declaração foi dada em conversa gravada com e por Sérgio Machado. Alvos da Lava Jato, os dois foram apontados por delatores como beneficiários do esquema de corrupção na Petrobras. Na conversa, Renan afirma que também é necessário “negociar” com membros do Supremo Tribunal Federal “a transição” de Dilma Rousseff, afastada do mandato. Em um dos diálogos, Machado sugere ao senador alagoano um “pacto” para “passar uma borracha no Brasil”. Renan responde: “Antes de passar a borracha, precisa fazer três coisas, que alguns do Supremo [inaudível] fazer.  Primeiro, não pode fazer delação premiada preso. Primeira coisa. Porque aí você regulamenta a delação”.  Responsável pela gravação, Machado procurou o presidente do Senado, Jucá e o ex-presidente José Sarney em busca de apoio, por temer ser preso e virar réu colaborador.

#### Medo da delação de Delcídio do Amaral
Em outro trecho, o ex-presidente da Transpetro questiona por que Dilma não “negocia” com ministros do Supremo. “Porque todos estão p* com ela”, respondeu Renan.  O senador disse, ainda, que todos os políticos “estão com medo” da Lava Jato.  “Aécio [Neves, presidente do PSDB] está com medo. [me procurou] ‘Renan, queria que você visse para mim esse negócio do Delcídio, se tem mais alguma coisa’”, contou Renan, em referência à delação de Delcídio do Amaral (MS) que fazia menção ao tucano. Renan demonstrou preocupação com a possibilidade, concretizada, de Delcídio incluí-lo em sua delação.  “Deus me livre, Delcídio é o mais perigoso do mundo. O acordo [inaudível] era para ele gravar a gente, eu acho, fazer aquele negócio que o J. Hawilla fez”, afirmou, em alusão ao empresário que gravou conversas com dirigentes da Fifa. Renan disse que uma delação da empreiteira Odebrecht “vai mostrar as contas”, em provável referência à campanha eleitoral de Dilma.  Machado respondeu que “não escapa ninguém de nenhum partido”. “Do Congresso, se sobrar cinco ou seis, é muito. Governador, nenhum.”

#### Colaboração da imprensa
Ainda na conversa, os dois peemedebistas falam sobre contatos do senador e de Dilma com a mídia, citando o diretor de Redação da Folha, Otavio Frias Filho, e o vice-presidente Institucional e Editorial do Grupo Globo, João Roberto Marinho. Segundo Renan, Frias reconheceu “exageros” na cobertura da Lava Jato e Marinho afirmou a Dilma que havia um “efeito manada” contra seu governo.[carece de fontes?]

### Terceiro vazamento (25 de maio)
No mesmo dia em que se deu o segundo vazamento, que expôs conversas de Sérgio Machado com Renan Calheiros, a Folha de S.Paulo divulgou no fim da tarde um terceiro vazamento envolvendo conversas do ex-presidente da Transpetro com o ex-presidente da República José Sarney.

#### Tentativa de ajudar Sérgio Machado
Na conversa telefônica, Sarney promete a Machado que o ajudará a evitar que seu inquérito seja transferido para a primeira instância, em Curitiba, onde as investigações sobre o esquema de corrupção na Petrobras são conduzidas pelo juiz federal Sergio Moro. Mas o trabalho seria feito “sem meter advogado no meio”, ressalva o cacique peemedebista. Na gravação, feita em março, Sarney vislumbra o futuro e manifesta preocupação com uma eventual delação premiada de Machado, o que acabou por se confirmar. “Nós temos é que fazer o nosso negócio e ver como é que está o teu advogado, até onde eles estão falando com ele em delação premiada”, diz o peemedebista. Na sequência, Machado diz que estavam em curso à época rumores de que sairia colaboração judicial, possibilidade suscitada na Procuradoria-Geral da República. “Mas nós temos é que conseguir isso [o pedido de Machado sobre o local do inquérito], sem meter advogado no meio”, emendou Sarney, repetindo essa última sentença por três vezes. Machado assentiu e disse que “advogado não pode participar disso”, também repetindo expressões como “advogado é perigoso” e de “jeito nenhum”.
Embora fique claro de que a conversa é sobre a Lava Jato, informa a Folha, não fica claro, no conjunto de áudios em poder do jornal, qual seria a estratégia de Sarney para ajudar o interlocutor. No entanto, o modus operandi inclui conversas como Renan Calheiros e Romero Jucá. Segundo os diálogos, a saída para a complicada situação dos investigados teria de ser não apenas jurídica, mas também política. Nesse sentido, Machado pede a Sarney uma reunião deles com o presidente do Senado. “E o Romero também está aguardando, se o senhor achar conveniente”, sugeriu Machado, ouvindo de Sarney que o encontro não era conveniente. “Não? O senhor dá o tom”, resignou-se o ex-presidente da Transpetro.  Sarney deixa claro, no entanto, a disposição em não deixar o inquérito de Sérgio Machado seguir para os cuidados de Moro. “O tempo é a seu favor. Aquele negócio que você disse ontem é muito procedente. Não deixar você voltar pra lá [primeira instância da Justiça, em Curitiba]”, acrescentou o político veterano.

#### Condições da oposição a Michel Temer
Sarney revelou que a oposição ao governo Dilma Rousseff no Congresso apresentou resistência para apoiar o governo interino de Michel Temer. Sarney enfatiza que membros só aceitaram colaborar depois que “certas condições” foram negociadas pelos oposicionistas junto a Temer. A resistência dos parlamentares de partidos da oposição ao governo petista foi vencida depois de uma intervenção do presidente do Senado, Renan Calheiros (PMDB-AL), com aquiescência de Temer. Sarney se manifestou depois de Sérgio Machado mencionar, fazendo referência à Operação Lava Jato, que “eles [PSDB] sabem que são a próxima bola da vez”. “Eles sabem que não vão se safar”, enfatizou José Sarney. “E não tinham essa consciência. Eles [PSDB] achavam que iam botar todo mundo de bandeja”, destacou Machado. “Nem Michel eles [da oposição] queriam. Aceitam o parlamentarismo. Nem Michel eles queriam. Depois de uma conversa do Renan muito longa com eles, eles admitiram, diante de certas condições”, continuou Sarney.

#### Críticas à prisão de Delcídio do Amaral
O senador cassado Delcídio do Amaral, ex-líder do governo Dilma no Senado, também foi lembrado durante as conversas.  Para Sarney, a Casa errou ao concordar com a prisão do senador cassado, e não deveria se “acovardar”. “Não podia, a partir dali ele [Senado] acabou. Aquilo é uma página negra do Senado”, lamentou o ex-presidente. “Porque não foi flagrante delito. Você tem que obedecer à lei”, afirmou Machado. “Não tinha nem inquérito!”, explicitou Sarney.

### Quarto vazamento (26 de maio)
Na tarde de 26 de maio de 2016, a TV Globo divulgou novas gravações de Sérgio Machado de três datas diferentes.

#### Orientação de Renan a Delcídio
O primeiro áudio é de 24 de fevereiro de 2016, quando ainda não era público que o então senador Delcídio do Amaral (MS) havia feito um acordo de delação premiada. As conversas mostram o presidente do Senado, Renan Calheiros (PMDB-AL), orientando Delcídio, por meio de um intermediário chamado Wandemberg, a fazer a sua defesa no Conselho de Ética. Delcídio estava preso desde 25 de novembro de 2015, acusado de obstruir as investigações da Operação Lava Jato, e enfrentava o processo de cassação de seu mandato. Renan lhe diz na gravação que é preciso que o presidente do Conselho de Ética, João Alberto Souza (PMDB-MA), peça diligências para não parecer que a investigação estava parada e então sugere que o ex-petista escreva uma carta em tom humilde. A relação entre Renan e Delcídio viria a ser rompida após a divulgação do acordo de delação premiada deste último, em que o ex-líder do governo apontou o peemedebista como um dos beneficiários do esquema de corrupção na Petrobras. Em 10 de maio de 2016, às vésperas da votação do impeachment da presidenta afastada Dilma Rousseff, o Senado aprovou a cassação do mandato de Delcídio.

#### Tentativa de alcançar o STF
Em outra conversa, ocorrida em 10 de março de 2016, Sérgio Machado sugere a José Sarney, ex-presidente da República, que um grupo do PMDB se aproxime do então relator da Lava Jato no Supremo Tribunal Federal, o ministro Teori Zavascki. Sarney cita o nome do ex-ministro do Supremo Tribunal de Justiça, Cesar Asfor Rocha, que, segundo o ex-presidente José Sarney, tem muita proximidade com Teori, e diz que vai conversar com ele sobre isso.

#### Críticas e acusações a outros políticos
Em outro vazamento, dessa vez de uma conversa com o próprio Sérgio Machado em 11 de março de 2016, Renan Calheiros chama o procurador-geral da República, Rodrigo Janot, de “mau-caráter” e diz que ele faz tudo que a força-tarefa da Operação Lava Jato quer. Ainda segundo o senador, a força-tarefa e Janot se acham “os donos do mundo”. Os dois ainda falam em encontrar uma “fórmula de dar um chega pra lá nessa negociação ampla, para poder segurar esse pessoal”. Na sequência, Renan e Machado fazem críticas a vários políticos do PSDB e do DEM. Citam os parlamentares Aécio Neves (PSDB-SP);  Pauderney Avelino (DEM-AM); Mendonça Filho (DEM-PE); José Agripino (DEM-RN); Fernando Bezerra (PSB-PE); e José Serra (PSDB-SP). No diálogo, Renan concorda com Machado quando diz que Aécio é “vulnerável”, “vulnerabilíssimo”. Os dois também fazem menção de incluir José Agripino e Fernando Bezerra “na roda”, na qual já estariam Aécio e Serra.

### Quinto vazamento (26 de maio)

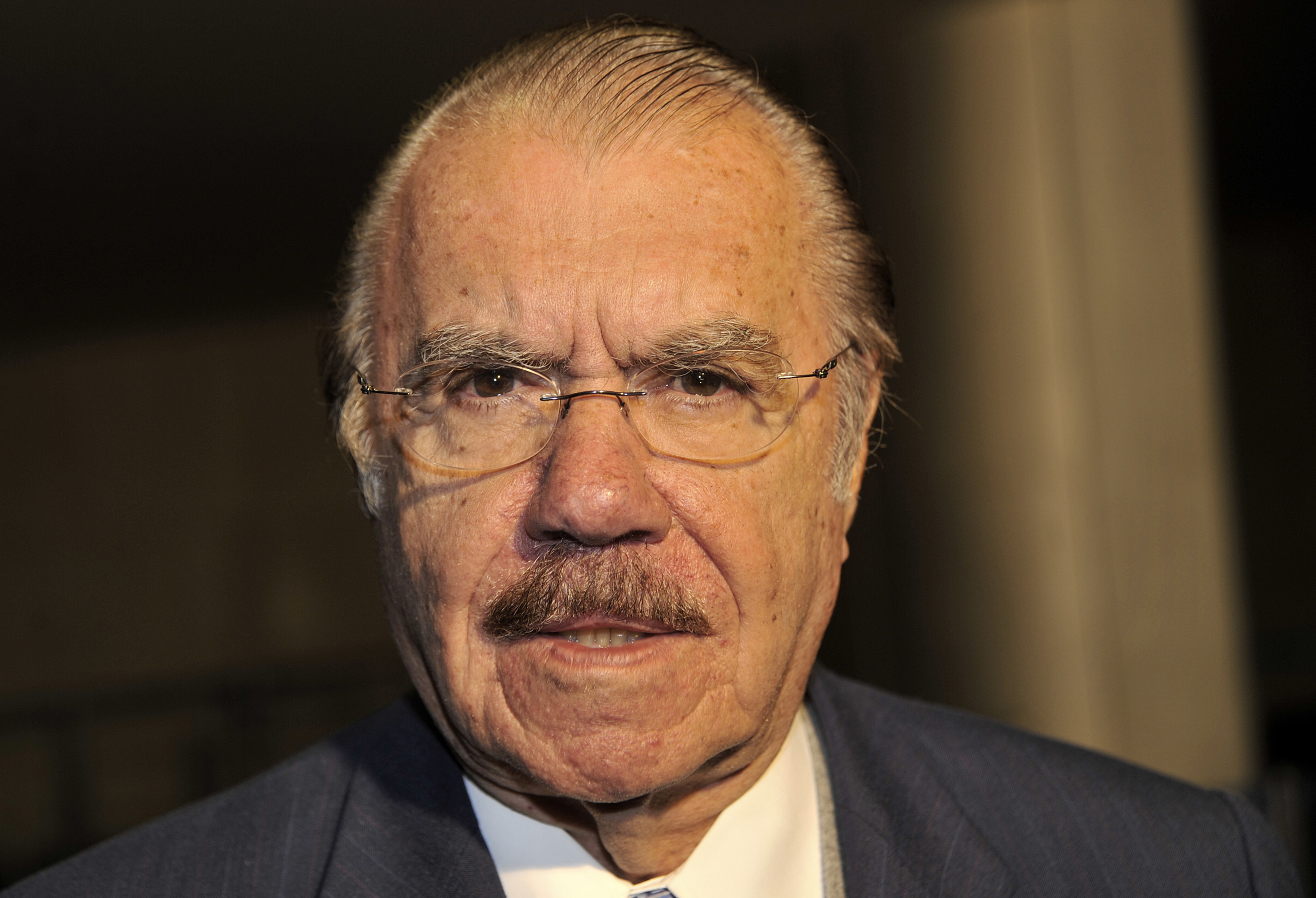
O ex-presidente da República, José Sarney.

Em 26 de maio de 2016, o Jornal Nacional divulgou áudios que seriam de mais conversas gravadas pelo ex-presidente da Transpetro, Sérgio Machado, e o ex-presidente da República, José Sarney (PMDB-AP).

#### Delação da Odebrecht
Nas conversas, Sarney afirma que uma delação premiada que a empreiteira Odebrecht (atual Novonor) estaria prestes a fazer para a Operação Lava Jato "é uma metralhadora de [calibre] ponto 100". O ex-presidente fez o comentário depois que Machado afirmou que o número de delações iria aumentar, viriam "às pencas". Sarney também relacionou a Odebrecht a uma ação que a presidenta afastada Dilma Rousseff teria feito "diretamente" durante campanha eleitoral cujo ano não determinou.  "Nesse caso, ao que eu sei, o único em que ela [Dilma] está envolvida diretamente é que falou com o pessoal da Odebrecht para dar para campanha do... E responsabilizar aquele [inaudível]".

#### Participação do governo
Mais adiante, Sarney disse que "tudo isso", em referência aos escândalos na Petrobras revelados pela Operação Lava Jato, era de responsabilidade do governo. "Esse negócio da Petrobras, só os empresários que vão pagar. Os políticos? E o governo que fez isso tudo, hein?", indagou o ex-presidente. Ambos os interlocutores reclamam do fato de Dilma permanecer no cargo mesmo em forte crise política e dizem que a petista vai resistir "até a última bala". Segundo Machado, os escândalos com o governo acabaram com o "Lula presidente". Sarney concorda, dizendo que o petista estaria em depressão. "Não houve nenhuma solidariedade da parte dela", alegou Machado, ao que Sarney confirmou, criticando o juiz federal Sergio Moro. "Nenhuma, nenhuma. E com esse Moro perseguindo por besteira".

#### "Ditadura da Justiça"
Em outro trecho da conversa, Sarney reclama das decisões do juiz Sergio Moro e afirma que há uma "ditadura da Justiça" em vigor no Brasil. "Não teve um jurista que se manifestasse. E a mídia tá parcial assim. Eu nunca vi uma coisa tão parcial. Gente, eu vivi a revolução... Não tinha esse terror que tem hoje, não. A ditatura da toga tá f*", diz Machado. "A ditadura da Justiça tá implantada, é a pior de todas", concorda Sarney.  "E eles vão querer tomar o poder. Pra poder acabar o trabalho", conclui o ex-presidente da Transpetro.

#### Linha sucessória
Há ainda, no trecho revelado, especulações a respeito do destino do deputado Eduardo Cunha (PMDB-RJ).  Os dois debatiam quem seria presidente caso Michel Temer, então vice de Dilma Rousseff, também fosse afastado do cargo. Sarney afirma que o STF não poderia afastar Cunha da presidência da Câmara. "E quem é que assume a Presidência se não tem ninguém?" pergunta Machado. "O Eduardo Cunha", responde Sarney. "E ele não vai abrir mão de assumir", rebate o ex-presidente da Transpetro. Sarney diz que haveria eleições e ambos mencionam nomes, como o ex-ministro do STF Joaquim Barbosa ou o juiz Sergio Moro, mas concordam que o vencedor não seria o senador Aécio Neves (PSDB-SP).
A aposta de Sarney acerca do destino de Cunha, no entanto, provou-se incorreta. O áudio foi gravado em março de 2016, dois meses antes do afastamento do deputado da presidência da Câmara dos Deputados e de seu mandato parlamentar.

## Consequências

### Queda de ministros
Enquanto ainda era presidente interino, o governo de Michel Temer perdeu três integrantes do primeiro escalão em 34 dias de governo — média de um ministro demitido a cada 11 dias — como resultado da delação premiada de Sérgio Machado.

#### Romero Jucá
O primeiro a cair foi Romero Jucá uma semana depois ter assumido o Ministério do Planejamento. Inicialmente, Temer anunciou que manteria Jucá no cargo por entender que não havia motivos para demiti-lo. Entretanto, Jucá anunciaria sua exoneração do governo e reassumiria seu mandato no Senado.
Assim que o primeiro vazamento foi divulgado, o advogado de Romero Jucá afirmou que seu cliente "jamais pensaria em fazer qualquer interferência" na Lava Jato e que as conversas não continham ilegalidades. Contudo, após o jornal Folha de S.Paulo publicar o áudio completo do diálogo e desmentir a sua versão, Jucá anunciou que deixaria o governo. Em seu lugar assumiu o secretário-executivo da pasta, Dyogo Oliveira, que era investigado pela Operação Zelotes. No início da noite, o presidente em exercício, Michel Temer (PMDB), divulgou nota exaltando Jucá e informando sobre seu afastamento "até que sejam esclarecidas as informações divulgadas pela imprensa". Na nota, Temer elogia a "dedicação" e o trabalho "competente" do ministro. "Conto que Jucá continuará, neste período, auxiliando o Governo Federal no Congresso de forma decisiva, com sua imensa capacidade política".
Líderes da base do governo na Câmara apoiaram o afastamento de Romero Jucá. O líder do PSDB, Antônio Imbassahy (BA) classificou a decisão como “acertadíssima” e disse que já era esperada. O líder do DEM, Pauderney Avelino (AM) elogiou o desenrolar dos fatos. Já Rubens Bueno (PR), líder do PPS, adotou um tom mais crítico. “Primeiro, Jucá não deveria ter sido nomeado”. Da oposição, o PSOL acionou a Procuradoria-Geral da República para pedir a prisão de Romero Jucá. O PDT, por sua vez, anunciou que pediria a cassação do seu mandato de senador. Em reunião, o comando nacional do PV decidiu pela postura de independência em relação à gestão peemedebista. No encontro, foi defendido o licenciamento do ministro Sarney Filho do partido caso ele decida seguir à frente do Ministério do Meio Ambiente. A cúpula nacional da legenda, contudo, concluiu que a nomeação do deputado federal foi uma escolha pessoal do presidente interino e, portanto, não cabia a deliberação.

#### Fabiano Silveira
Posteriormente seria a vez do advogado Fabiano Silveira, então titular do recém-criado Ministério da Transparência, a antiga Controladoria-Geral da União (CGU). Em 29 de maio de 2016, o programa televisivo Fantástico da Rede Globo, divulgaria outras gravações feitas por Sérgio Machado na qual Fabiano Silveira, que na época era conselheiro do Conselho Nacional de Justiça, aparece em um diálogo gravado na casa do então presidente do Senado Renan Calheiros, fazendo críticas à condução da Lava Jato pela Procuradoria-Geral da República, orientando a defesa e dando conselhos a investigados na operação.
No dia seguinte, Temer reuniu-se com o ministro da Casa Civil Eliseu Padilha e decidiu manter o ministro no cargo, uma vez que ele era apadrinhado de  Renan Calheiros, presidente do Senado, onde o processo de impeachment contra Dilma Rousseff ainda estava sob análise. Silveira, enfrentaria protestos pela sua saída, dos servidores da antiga Controladoria-Geral da União, que impediram sua entrada no prédio do ministério e lavaram a porta de seu gabinete com água e sabão, dos chefes regionais do ministério que começaram a entregar os cargos nos estados., além do sindicato e organizações como a Transparência Internacional que pressionaram pela saída do ministro. Diante da imensa repercussão negativa, Fabiano Silveira solicita demissão na noite do mesmo dia.

#### Henrique Alves
A terceira baixa por conta das delações de Machado foi o ex-presidente da Câmara dos Deputados Henrique Eduardo Alves (PMDB-RN), que pediu exoneração do cargo de ministro do Turismo em 16 de junho.
Em abril, o procurador-geral da República Rodrigo Janot havia pedido ao Supremo Tribunal Federal a abertura de inquérito contra Alves devido a suspeitas de recebimento de dinheiro ilícito financiar sua campanha ao governo do Rio Grande do Norte em 2014. 
A Procuradoria-Geral da República também identificou oito mensagens enviadas por Eduardo Cunha ao ex-presidente da OAS Léo Pinheiro pedindo doações para Alves.
No dia em que o pedido de inquérito foi vazado, em 6 de junho, Temer decidiu manter o ministro do Turismo. Entretanto, Alves já estava desgastado por conta do acúmulo de notícias negativas e muitos pressionavam por sua saída. Alves resistiria por apenas dez dias, até que a delação de Machado se tornarem públicas. Sérgio Machado afirmou sob delação premiada que Alves recebeu "vantagens ilícitas" no valor de R$ 1,55 milhão entre 2008 e 2014 e declarou ter viabilizado o pagamento por parte da Queiroz Galvão e da Galvão Engenharia, empreiteiras que mantinham contratos com a Transpetro. Além disso, o ministro teria antecipado a demissão quando recebeu informações de que o Ministério Público da Suíça enviou às autoridades brasileiras dados de contas secretas mantidas por ele no exterior.

### Pedidos de prisão de Renan, Sarney e Jucá
Em 7 de junho foi vazada para o jornal "O Globo" a informação de que o procurador-geral da República, Rodrigo Janot, havia enviado ao Supremo Tribunal Federal o pedido de prisão do presidente do Senado, Renan Calheiros, do senador e ex-ministro de Temer, Romero Jucá, do ex-presidente da República José Sarney. De acordo com o Ministério Público, Renan Calheiros, José Sarney e Romero Jucá conspiraram para obstruir as investigações. Esses pedidos foram baseados nos depoimentos de Sérgio Machado aos investigadores da Lava Jato e em gravações que ele fez. Além de pedir a prisão de Renan, o procurador-geral solicitou ainda seu afastamento da presidência do Senado.
Em 14 de junho, o ministro do Supremo Tribunal Federal Teori Zavascki negou o pedido de prisão e demais pedidos de medidas restritivas considerando a imunidade parlamentar e ausência de flagrante.

### Processo deimpeachmentde Dilma Rousseff
O escândalo da delação e das gravações provocou reações políticas intensas e eclodiu em um momento em que Michel Temer ainda era presidente interino, tendo assumido menos de duas semanas antes em 12 de maio, e o processo de impeachment de Dilma Rousseff estava em andamento. O episódio casou rebuliço na Câmara dos Deputados e deu munição para os partidários da então presidente afastada explorarem politicamente a crise. Dilma Rousseff afirmou que a conversa divulgada deixava “evidente” o caráter “golpista” e “conspiratório” por trás do seu processo de impeachment. Para ela, o episódio demonstrou que o impeachment é a "melhor estratégia" para paralisar a Operação Lava Jato. As gravações divulgadas foram incorporadas à sua defesa na peça entregue à comissão do impeachment no Senado.  O PT também utilizou como tentativa de paralisar o processo no Supremo Tribunal Federal. De acordo com o senador Lindberg Farias (PT-RJ), fica claro que a motivação do impeachment não foram os decretos suplementares nem os crimes de responsabilidade.

## Repercussão

#### Planalto e STF
Assessores do então presidente interino, Michel Temer, relataram um clima de apreensão no governo depois de receberem a informação de que o Ministério Público poderia ter mais gravações feitas por Sérgio Machado reforçando suspeitas de que a cúpula do PMDB estaria atuando para tentar brecar a Operação Lava Jato. Auxiliares de Temer chegaram a sugerir o afastamento de ministros citados na Operação Lava Jato ou que respondem a acusações judiciais. Segundo informações obtidas pela equipe de Temer, as gravações divulgadas até então seriam apenas parte do material entregue por Machado à Procuradoria-Geral da República, com quem ele havia fechado a delação premiada. Nas palavras de um assessor presidencial, o que preocupa o governo interino é o "fator do imponderável" sobre novas denúncias e a possibilidade de novos áudios causarem debandadas na base aliada às vésperas de votações de medidas econômicas no Congresso, tal como o PV havia feito no dia do primeiro vazamento.
Nos bastidores do poder, em Brasília, os áudios passaram a serem vistos como uma ameaça de proporções desconhecidas ao governo interino de Michel Temer, repleto de alvos na Operação Lava Jato. Depois da saída de Jucá da equipe econômica, um dos principais articuladores da gestão Temer, o temor dos governistas é em relação aos próximos desdobramentos da investigação.
A assessoria do STF informou que o presidente do tribunal, Ricardo Lewandowski, "jamais manteve conversas sobre supostas 'transição' ou 'mudanças na legislação penal' com as pessoas citadas", isto é, Renan Calheiros e Sérgio Machado. Segundo a nota, o STF "mantém relacionamento institucional com os demais Poderes" e o ministro Lewandowski "participou de diversos encontros, constantes de agenda pública, com integrantes do Poder Executivo para tratar do Orçamento do Judiciário e do reajuste dos salários de servidores e magistrados".

#### Dilma Rousseff
A presidente afastada Dilma Rousseff disse, por meio de sua assessoria, ser “curioso” que “pessoas que estiveram distantes” da coordenação de sua campanha eleitoral e tesouraria possam ter informações de como foram pagos e contabilizados os recursos arrecadados legalmente. A presidente afastada também apontou a “falsidade” de qualquer tentativa de indicar realização de pagamentos não contabilizados para remuneração de serviços prestados à sua campanha para a reeleição.

### Imprensa internacional
A crise dos vazamentos das gravações de Sérgio Machado repercutiram mundialmente.
O jornal britânico Financial Times afirmou que a crise “ameaçou desestabilizar o novo governo de Temer quando ele busca lançar um programa econômico ambicioso que visa balancear o orçamento do Brasil e colocar as fundações para a recuperação econômica”.
O jornal The New York Times observou a "atmosfera cada vez mais paranoica na capital, Brasília", em que "membros das elites políticas e econômicas estão gravando secretamente uns aos outros para fazer acordos de delação premiada".
O jornal britânico The Guardian relatou que "a reputação do novo governo interino deslizou de frágil para burlesca" com esta crise.
Já o jornal argentino La Nación informou que "o desgaste político do governo interino se acelera a um ritmo vertiginoso".